# Масляха
Масля́ха (рос. Масляха) — селище у складі Крутіхинського району Алтайського краю, Росія. Входить до складу Боровської сільської ради.

## Населення
Населення — 236 осіб (2010; 266 у 2002).
Національний склад (станом на 2002 рік):
- росіяни — 95 %